# Selagia
Selagia is een geslacht van vlinders van de familie snuitmotten (Pyralidae), uit de onderfamilie Phycitinae.

## Soorten
- S. albipunctella Chrétien, 1911
- S. argyrella - Goudlichtmot (Denis & Schiffermüller, 1775)
- S. disclusella Ragonot, 1887
- S. dissimilella Ragonot, 1887
- S. fuscorubra Riel, 1928
- S. griseolella Ragonot, 1887
- S. jolanella Schmidt, 1934
- S. manoi Yamanaka, 1993
- S. spadicella - Rode heidelichtmot (Hübner, 1796)
- S. subochrella (Herrich-Schäffer, 1849)
- S. uralensis Rebel, 1910
- S. zelicella Oberthür, 1888
- S. zernyi Toll, 1942